# Гильом VI (граф Ангулема)

Графство Ангулем на карте Франции 1180 г.

Гильом VI Тайлефер (фр. Guillaume VI Taillefer; ок. 1125 — 7 августа 1179, Мессина) — граф Ангулема из рода Тайлефер. Сын Вульгрина II и Понции де Ла Марш.

## Биография
Участник крестового похода 1147 года.
В 1167 году вместе с Альдебером де Ла Марш и Жоффруа Лузиньяном восстал против английского короля Генриха II, который по правам жены был герцогом Аквитании. Восстание продолжалось около двух лет и завершилась победой Генриха.
В 1173 году Гильом VI Тайлефер поддержал Ричарда Львиное Сердце, который, став герцогом Аквитании, восстал против отца. Это восстание тоже было подавлено.
В 1178 году Гильом VI вместе с другими князьями Аквитании совершил паломничество в Иерусалим. На обратном пути он умер в Мессине 7 августа 1179 года.

## Семья
Гильом VI был женат дважды:
- 1-я жена Эмма, дочь виконта Адемара II Лиможского, бывшая жена Гильома X Аквитанского (свадьба — ок. 1138). Детей не было.
- 2-я жена Маргарита, дочь виконта Раймона I де Тюренн, вдова виконта Адемара IV Лиможского.

Дети (от второй жены):
- Вульгрин III (ум. 1181), граф Ангулема
- Гильом VII (ум. до 1186), граф Ангулема
- Эймар (ум. 1202), граф Ангулема
- Фульк
- Альмодис, 1-й муж Аманьё IV д’Альбре, 2-й муж Бернар III, виконт де Бросс.